# Trận Bakhmut

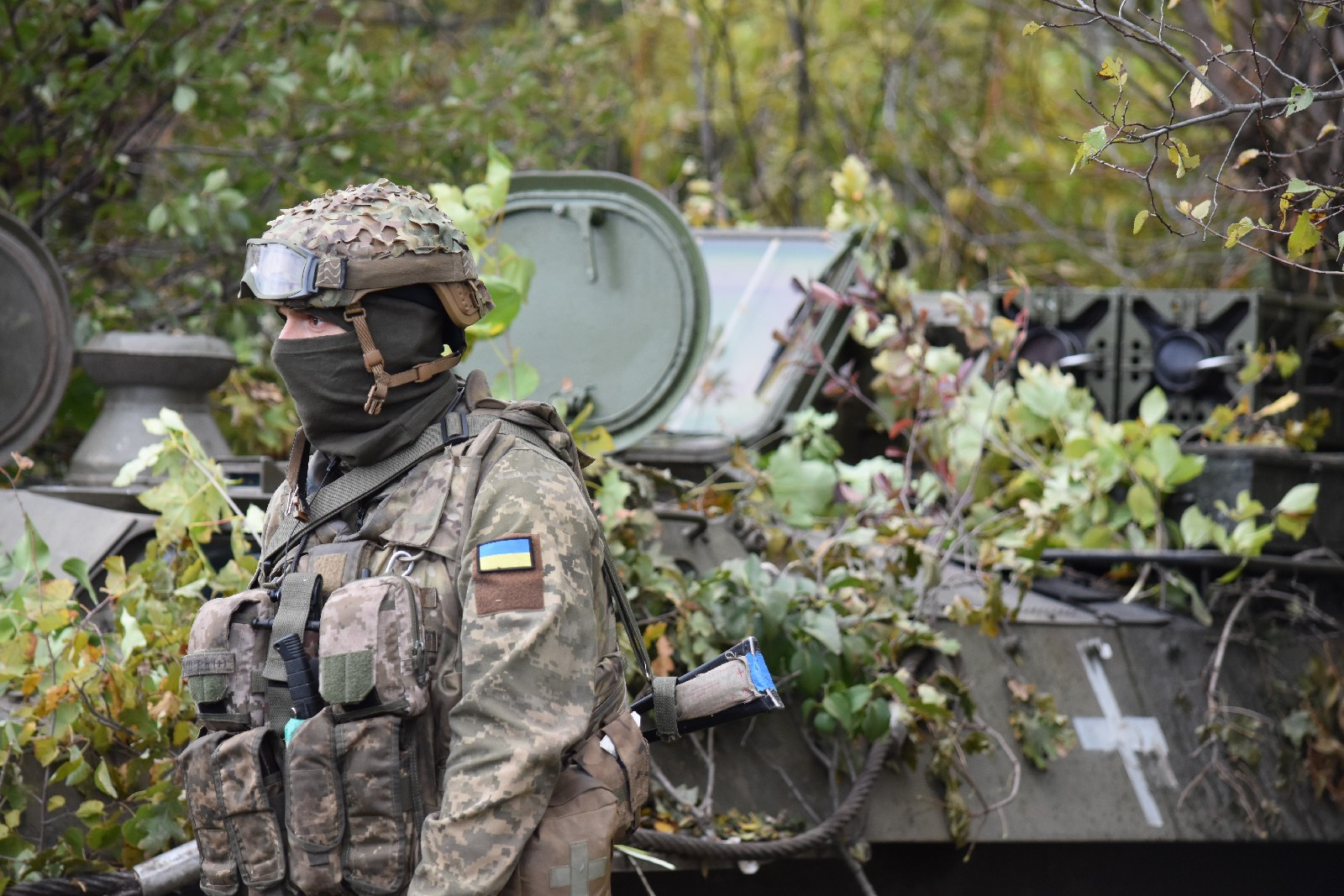
Lực lượng tinh nhuệ của Ukraine trong trận chiến

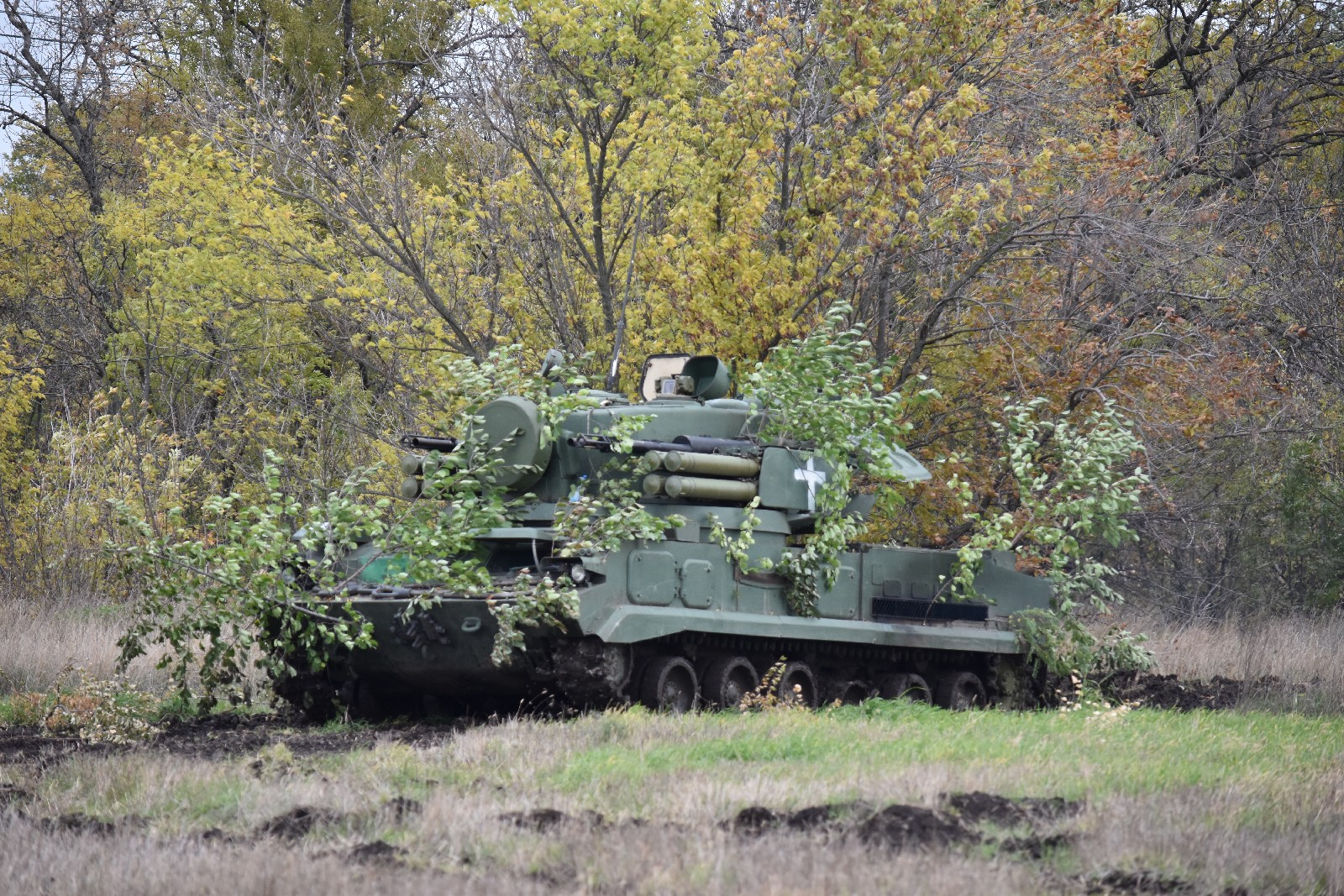
Xe tăng của lưc lượng Ukraine tham chiến

Trận Bakhmut là một loạt các trận giao tranh khốc liệt và đẫm máu diễn ra trong và gần thành phố Bakhmut giữa Lực lượng vũ trang Ukraina và Lực lượng vũ trang Nga trong trận chiến lớn hơn giành Donbas. Trong khi cuộc pháo kích vào Bakhmut bắt đầu vào tháng 5 năm 2022, cuộc tấn công chính vào thành phố bắt đầu vào ngày 1 tháng 8 năm 2022 sau khi các lực lượng Nga tiến từ hướng Popasna, sau trận Popasna mà khi Ukraine rút quân khỏi mặt trận này. Lực lượng chủ công của phía Nga bao gồm lính đánh thuê từ tổ chức bán quân sự Nga là nhóm Wagner, được yểm trợ từ quân chính quy Nga và các phần tử ly khai DPR và LPR. Tại nơi đây, lực lượng Ukraina đã tập trung nhưng đơn vị tinh nhuệ đông đảo dày đặc và quyết tâm giữ vững trận địa, đưa trận chiến rơi vào thế giằng co khốc liệt. Cường độ của các trận chiến trong khu vực Bakhmut được so sánh với cường độ của Thế chiến I và Thế chiến II.
Vào cuối năm 2022, sau các cuộc phản công lắng lợi vang dội của Ukraina ở cuộc phản công Kharkiv và Kherson thì mặt trận Bakhmut–Soledar trở thành tâm điểm quan trọng của cuộc chiến ác liệt, đây vẫn là một trong số ít ỏi các khu vực tiền tuyến ở Ukraina mà Nga vẫn tiếp tục tấn công, duy trì đà tiến. Các cuộc tấn công vào thành phố gia tăng vào tháng 11 năm 2022 khi các lực lượng tấn công của Nga được tăng cường từ các đơn vị được triển khai tái phối trí từ mặt trận Kherson, cùng với các tân binh mới được huy động trong đợt Nga huy động quân năm 2022. Vào thời điểm này, phần lớn chiến tuyến đã rơi vào thế chiến tranh chiến hào, với cả hai bên đều chịu thương vong nặng nề mà không có bất kỳ bước tiến đáng kể nào.
Đến tháng 3 năm 2023, các lực lượng Nga đã chiếm được nửa phía đông của thành phố, cho đến sông Bakhmutka Sau đó, Tập đoàn Wagner tuyên bố đã chiếm được miền đông Bakhmut. Bộ quốc phòng Nga lưu ý rằng 75% diện tích Bakhmut đã bị lực lượng Nga chiếm giữ, kiểm soát thành phố một cách hiệu quả.. Vào ngày 23 tháng 5 năm 2023, Bộ Tổng tham mưu Ukraina đã không tuyên bố giao tranh ở Bakhmut lần đầu tiên kể từ tháng 12 năm 2022. Các quan chức Ukraine khẳng định Ukraine giữ các vị trí ở gần công viên tượng đài MiG-17 ở phía tây nam Bakhmut bất chấp có đoạn phim được cho là cho thấy lực lượng Wagner ở gần tượng đài. Giao tranh ở các địa phương giáp ranh bên ngoài thành phố Bakhmut vẫn tiếp tục.